# خالد البلوي
خالد محمد البلوي لاعب كرة قدم سعودي ، يلعب في نادي الوطني.
مثل سابقاً نادي الصقور في الفئات السنية و أولمبي نادي الشباب .